# Le Musulman rigolo
Le Musulman rigolo byl francouzský němý film z roku 1897. Režisérem byl Georges Méliès (1861–1938). Film byl natočen na zahradě jeho domu v Montreuil ve Francii. Film měřil asi 20 metrů a je považován za ztracený. Z tohoto důvodu není zápletka děje známa. Je ale známo, že „legračního muslima“ ztvárnil Méliès.
Jedná se pravděpodobně o první snímek s alžírskou tematikou.